# Estación Garganta del Diablo
Estación Garganta del Diablo es una estación de tren ubicada en el Parque Nacional Iguazú en la Provincia de Misiones en Argentina; es una estación de trenes de la línea de tren turística llamada Tren Ecológico de la Selva.
Esta estación forma parte de una de las tres estaciones que posee el Tren Ecológico de la Selva, también conocido como el Tren de las Cataratas, el cual consiste en un tren que brinda el servicio ofrecido dentro del Parque Nacional Iguazú.
La Estación Garganta del Diablo es una de las 2 terminales que posee la línea, siendo la estación más cercana a la Garganta del Diablo.